# کای هیرانو
کای هیرانو (انگلیسی: Kai Hirano؛ زادهٔ ۱۶ اوت ۱۹۸۷) بازیکن فوتبال اهل ژاپن است.
از باشگاه‌هایی که در آن بازی کرده‌است می‌توان به باشگاه فوتبال بوریرام یونایتد و باشگاه فوتبال سرزو اوساکا اشاره کرد.